# محمد الهويش
محمد الهويش حكم كرة قدم سعودي دولي  حصل الهويش على الشارة الدولية للتحكيم في عام 2014 ، ولد في عام 1986. تم ترشيحه من قبل الفيفا وله العديد من المشاركات المحلية والدولية.